# Monte Grimano Terme
Monte Grimano Terme (Mungrimèn in romagnolo o Mont Grimàn in dialetto gallo-piceno) è un comune italiano di 1 132 abitanti della provincia di Pesaro e Urbino nelle Marche ma appartenente al territorio della Romagna storica. Fa parte della regione storico-geografica del Montefeltro.
Fino al 2002 si chiamava solamente Monte Grimano; cambiò denominazione a seguito di un referendum svoltosi nel 1992.

## Geografia fisica
Dopo il passaggio degli ex comuni pesaresi di San Leo (nel 2009) e Sassofeltrio (nel 2021) alla provincia di Rimini, le Marche confinano con la Repubblica di San Marino esclusivamente con il comune di Monte Grimano Terme.

## Storia
Prima dell'anno Mille è ricordato dai documenti come Mons Germanus e fu uno dei castelli del Montefeltro ceduti in feudo nel 962 dall'imperatore Ottone I a Ulderico di Carpegna. Conquistato alla Chiesa dal cardinale Albornoz (metà del secolo XIV), divenne nel 1358 una delle cinque podesterie della Romandiola Feltresca insieme con Macerata Feltria, San Leo, Monte Cerignone e Pennabilli. Nuovamente assegnato ai Montefeltro da Bonifacio IX nel 1390, partecipò alle dure lotte fra i signori di Urbino e i Malatesta, passando definitivamente sotto i Montefeltro solo nel 1460. Il suo pittoresco nucleo storico, tutto stradicciole, vecchie case, antichi palazzotti e una torre campanaria quattrocentesca, è circondato da un tratto di mura medievali con resti della rocca. Nella parrocchiale di Santa Maria è custodita una Madonna delle Grazie di scuola baroccesca (1607).
Il paese possiede un'attrezzata stazione idroterapica dotata di acque curative alcaline, salso-bromo-iodiche e sulfuree che sgorgano dalle pendici del vicino Monte San Paolo.

### Simboli
Lo stemma e il gonfalone del comune di Monte Grimano Terme sono stati concessi con decreto del presidente della Repubblica dell'11 settembre 1996.
(D.P.R. 11.09.1996)
Il gonfalone è un drappo rettangolare di bianco.

## Monumenti e luoghi d'interesse
- Torre civica, del XV secolo. In passato parte dell'antico castello denominato "Palatium valde forte" è alta 18 metri e si trova in una piazzetta del centro storico, nel punto più elevato della collina[11]. Al primo e al secondo piano vi si trovano postazioni dedicate al bookcrossing.

- Osservatorio Astronomico, storica presenza da alcuni decenni, è situato a pochi km fuori dal centro del paese[12].

- Passeggiata panoramica "Carlo Bollini", un percorso che costeggia le antiche mura.

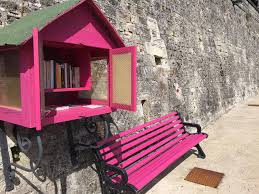
Una delle casine del Bookcrossing situate in vari punti del paese e del territorio comunale.

## Società

### Evoluzione demografica
Abitanti censiti

### Etnie e minoranze straniere
Secondo i dati ISTAT al 1º gennaio 2023 la popolazione straniera residente era di 175 persone e rappresentava il 15,9% della popolazione residente. Le comunità straniere più numerose (con percentuale sul totale della popolazione straniera) erano:
1. Romania, 88 (50,29%)
2. Ucraina, 19 (10,86%)
3. Marocco, 12 (6,86%)
4. Egitto, 10 (5,71%)

## Cultura
È diffuso il bookcrossing: dislocate in vari punti del paese, contraddistinte dal colore lilla, si possono trovare delle casette da cui gratuitamente è possibile prendere libri o lasciarne, incentivando così l'amore per la lettura..

## Economia

### Turismo
Fa parte dell'associazione dei Borghi più belli d'Italia, dal 2014, e del circuito dei Comuni Virtuosi, dal 2017.

## Amministrazione

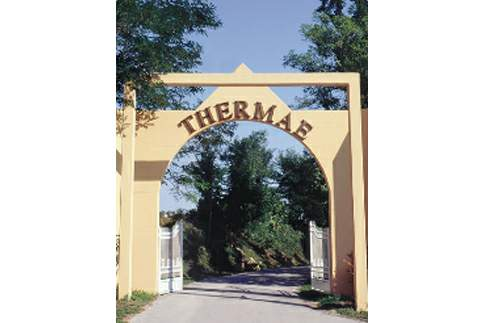
L'ingresso dello stabilimento termale di Monte Grimano Terme.

| Periodo        | Periodo        | Primo cittadino    | Partito                                                       | Carica  | Note          |
| -------------- | -------------- | ------------------ | ------------------------------------------------------------- | ------- | ------------- |
| 25 giugno 1985 | 2 luglio 1990  | Luciano Ceccaroni  | Partito Comunista Italiano                                    | Sindaco | [ 20 ]        |
| 2 luglio 1990  | 24 aprile 1995 | Luciano Ceccaroni  | Partito Comunista Italiano Partito Democratico della Sinistra | Sindaco | [ 20 ]        |
| 24 aprile 1995 | 14 giugno 1999 | Gilberto Ottaviani | Partito Popolare Italiano                                     | Sindaco | [ 20 ]        |
| 14 giugno 1999 | 13 giugno 2004 | Gilberto Ottaviani | Lista civica (Centro-sinistra)                                | Sindaco | [ 20 ]        |
| 13 giugno 2004 | 8 giugno 2009  | Umberto Bernardini | Lista civica (Centro-sinistra)                                | Sindaco | [ 20 ]        |
| 8 giugno 2009  | 26 maggio 2014 | Daniele D'Antonio  | Una svolta per il futuro (Partito Democratico)                | Sindaco | [ 20 ]        |
| 26 maggio 2014 | 27 maggio 2019 | Luca Gorgolini     | Una nuova stagione                                            | Sindaco | [ 20 ] [ 21 ] |
| 27 maggio 2019 | 10 giugno 2024 | Elia Rossi         | Noi per un futuro nuovo                                       | Sindaco | [ 20 ]        |
| 10 giugno 2024 | in carica      | Elia Rossi         | Noi...per un futuro migliore                                  | Sindaco | [ 20 ]        |

### Proposta di aggregazione all'Emilia-Romagna
Nel comune di Monte Grimano, il 9 e 10 marzo 2008, contemporaneamente al comune di Mercatino Conca si è tenuto un referendum per chiedere alla popolazione di far parte integrante della regione Emilia-Romagna sotto la provincia di Rimini. L'esito è stato negativo in quanto i voti favorevoli non hanno raggiunto il 50%+1 degli aventi diritto (i sì sono stati 520 su 1 216 aventi diritto, pari al 42,76% degli elettori).

## Sport
Il Monte Grimano milita in seconda categoria ed i colori sociali sono il giallo e il blu.